# NGC 6081
NGC 6081 (również IC 1202, PGC 57506 lub UGC 10272) – galaktyka soczewkowata (S0), znajdująca się w gwiazdozbiorze Herkulesa. Odkrył ją Édouard Jean-Marie Stephan 26 lipca 1870 roku. Jest to galaktyka z aktywnym jądrem typu LINER.